# Les Deux Gosses (film, 1914)
Pour les articles homonymes, voir Les Deux Gosses.
Pour plus de détails, voir Fiche technique et Distribution.
Les Deux Gosses est un film muet français réalisé par Albert Capellani, sorti en 1914.
Il s'agit d'une adaptation pour le cinéma du roman français de Pierre Decourcelle Les Deux Gosses et de la pièce qui en a été tirée par l'auteur lui-même. Publié en trois volumes aux Éditions Rouff, à Paris, en 1880, avec des illustrations de H. Meyer, Jonnard et autres, le roman a immédiatement connu un grand succès et la pièce que l'auteur a adaptée pour le théâtre, créée au Théâtre de l'Ambigu-Comique, à Paris, le 19 février 1896 a compté plus d'un millier de représentations. En 1941, Robert Ancelin fait une autre adaptation du roman.
Une version anglaise extrêmement populaire, basée sur la pièce française plutôt que sur le roman original, connue sous le titre Two Little Vagabonds a été écrite par George Robert Sims et Arthur Shirley (en), et représentée pour la première fois au Princess's Theatre de Londres le 23 septembre 1896.
Outre la version d'Albert Capellani, le roman et la pièce ont été adaptés plusieurs fois au cinéma par Adrien Caillard (1912), Maurice Tourneur (1923), Louis Mercanton (1924), Fernand Rivers (1936). Une version américaine (Two Little Vagabonds) produite par la Selig Polyscope Company réalisée par Henry Otto a été tirée de la pièce de George Robert Sims et Arthur Shirley (en), et une version italienne  (I due derelitti) réalisée par Flavio Calzavara, est sortie en 1951.

## Fiche technique
- Titre : Les Deux Gosses
- Réalisation : Albert Capellani
- Scénario :  Albert Capellani, d'après le roman de Pierre Decourcelle (1880) et la pièce qu'il en a tirée, créée en 1896
- Photographie :
- Montage :
- Producteur :
- Société de production : Société cinématographique des auteurs et gens de lettres (SCAGL)
- Société de distribution :  Pathé Frères (France)
- Pays de production :  France
- Langue : film muet avec les intertitres en français
- Métrage :
- Format : Noir et blanc — 35 mm — 1,33:1 — Muet
- Genre : Film dramatique
- Durée :
- Date de sortie :
  - France : 1914

## Distribution
- Romuald Joubé
- Paul Capellani
- Blanche Montel
- Henry Valbel